# Lucrezia Borgia (film, 1922)
Lucrezia Borgia je němý historický film z roku 1922, režírovaný Richardem Oswaldem a v hlavních rolích s Conradem Veidtem, Liane Haid, Paulem Wegenerem a Albertem Bassermannem. Film byl natočen podle románu Harryho Sheffa a líčí život renesanční italské aristokratky Lucrezie Borgie (1480–1519). Botho Hoefer a Robert Neppach pracovali jako výtvarníci filmu a navrhli potřebné historické dekorace. Natáčelo se ve studiích Tempelhof v Berlíně. Jedním z kameramanů byl i slavný Karl Freund. Známý francouzský režisér Abel Gance film v roce 1935 znovu natočil.
Cesare Borgia (Veidt) je vylíčen jako obludný padouch, který je ochoten udělat cokoli pro potěšení a moc – dokonce i svést svou vlastní sestřenici Lucrezii (Haid) a zavraždit své mužské příbuzné. Rod Borgia byl středověkou rodinou proslulou korupcí za vlády papeže Alexandra VI. Film změnil skutečné rodinné vazby – z Cesara a Lucrezie, kteří byli ve skutečnosti sourozenci, udělal sestřenici a bratrance, přičemž Cesare a Juan byli označováni jako „synovci papeže“, nikoli jeho synové. V této filmové verzi byla Lucrezia vykreslena jako soucitnější postava, za její poklesky byl obviňován Cesare. Režisér Richard Oswald zobrazil rodinu Borgia jako útok na katolickou církev, a proto se film nemohl promítat v USA až do roku 1928 – a i tehdy byly americké kopie zkráceny na 75 minut.
Richard Oswald režíroval řadu klasických hororových filmů, včetně Obrazu Doriana Graye (1917), Strašidelných příběhů (1919), Psa baskervillského (1914–1915) a Tajemných příběhů (1932), což byl remake filmu z roku 1919. Conrad Veidt a Paul Wegener byli součástí hereckého obsazení. Herec William Dieterle se později přestěhoval do Hollywoodu, kde režíroval slavnou verzi Zvoníka od Matky Boží s Charlesem Laughtonem v roce 1939.

## Obsazení
- Conrad Veidt jako Cesare Borgia
- Liane Haid jako Lucrezia Borgia
- Albert Bassermann jako papež Alexandr VI.
- Paul Wegener jako Micheletto
- Heinrich George jako Sebastiano
- Adolf E. Licho jako Lodowico
- William Dieterle jako Giovanni Sforza, Lucreziin impotentní manžel[2]
- Lothar Müthel jako Juan Borgia
- Alfons Fryland jako Alfonso, princ aragonský
- Kathe Oswald jako Naomi
- Alexander Granach jako vězeň
- Anita Berber jako Julia Orsini
- Lyda Salmonova jako Diabola, Tierbändigerin
- Mary Douce jako Florentina
- Max Pohl jako Fratelli, Waffenschmied
- Adele Sandrock jako Die Äbtissen
- Wilhelm Diegelmann jako Wirt
- Philipp Manning jako Diener Cesares
- Hugo Döblin jako Diener Cesares
- Ernst Pittschau jako Manfredo
- Clementine Plessner jako Fratellis Frau
- Viktoria Strauß jako Rosaura
- Tibor Lubinszky jako Gennaro, sluha